# Лодомер
Лодомер (угор. Lodomer; ? — пом. 2 січня 1298) — прелат в Угорському королівстві в другій половині XIII століття. Архієпископ Естергомський з 1279 по 1298 рік, єпископ Варада (нині Орадя, Румунія) з 1268 по 1279 рік. Опонент короля Ласло IV, якого відлучив від церкви за те, що не змусив половців прийняти християнство. Після смерті Ласло Лодомер був прихильником короля Андрія III, який намагався відновити сильну королівську владу.

## Походження
Лодомер або Ладомер, імовірно, народився у 1230-х роках, незадовго до першого монгольського вторгнення в Угорщину. У нього була сестра, ім'я якої невідоме, проте відомо, що вона була матір'ю Тамаша, також архієпископа Естергомського, який навчався в Падуанському університеті завдяки Лодомерові. Походження Лодомера довгий час є об'єктом дискусій між істориками. Посилаючись на нібито «старовинний манускрипт», історик XVIII століття Міклош Шмітт доводив, що Лодомер походив із територій Русі й був родичем Рюриковичів і зокрема Ростислава Михайловича — сина чернігівського князя Михайла Всеволодовича, який воював за Галицьке князівство із Данилом Романовичем і після поразки в битві під Ярославом 1245 року осів у Славонії. Ім'я «Лодомер» — це латинізована форма слов'янського імені Володимир. Імовірно, Шмітт дійшов до такого висновку, виходячи тільки з подібності імені Лодомера та латиномовної назви Волинського князівства — Лодомерія. 1853 року історик Янош Терек, посилаючись на папський лист кінця XIII століття, також доводить руське походження Лодомера. Він писав, що справжнім ім'ям Лодомера є Іван і що після прибуття до Угорщини він називав себе «Lodomericus» («той, хто прийшов з Лодомерії»). Проте сучасний науковець Нандор Кнауз вважає, що папський лист написали на сто років пізніше, наприкінці XIV століття, і він стосувався тодішнього архієпископа Яноша Каніжай.
Кнауз торкався проблеми походження Лодомера у своїй монографії «Monumenta ecclesiae Strigoniensis». Він пише, що Лодомер походив із роду Моносло і додав три аргументи. Архієпископ Лодомер згадує деяких Моріца з Менчгея та Гергея, сина Саула з Моносло як своїх кровних родичів («consanguineorum nostrorum») у 1292 році, коли він віддав їм свої володіння — село Петгегеньє у комітаті Зала. Коли Гергей придбав село Шашді (поблизу Моносло) у 1297 році, у грамоті собору Веспрема він згадується як племінник Лодомера. 1317 року король Карл I Роберт згадав свого придворного Егіда, сина Гергея, який помер, не залишивши нащадків чоловічої статі. Таким чином Кнауз ідентифікував Гергея, племінника Лодомера, як Гергея II Моносло. У грамоті 1296 року також згадується, що Гергей є родичем Банда та Чаби — представників родини Атюс. Теологиня Маргіт Беке підтримала версію Кнауза, посилаючись на те, що свою останню грамоту він видав у Моносло 1297 року — за два місяці до смерті. Проте генеалог Янош Карачоньї не підтримав теорію Кнауза, доводячи, що батьком Гергея Моносло був Тамаш.
Сучасник Карачоньї Мор Вертнер ідентифікував Лодомера як члена роду Важонь і вважав, що Ванд та Чаба теж належали до цього роду. Пізніше він переглянув свою позицію і став вважати, що архієпископ був сином деякого Лерінца — землевласника Геньє, згаданого в королівській грамоті 1237 року. Історик Аттіла Жолдош відкинув аргумент Вертнера, оскільки, на його думку, того факту, що Лодомер отримав володіння у Геньє, недостатньо, щоб пов'язати їх генеалогічно. Натомість Жолдош ідентифікував Моріца з Менчгея як Моріца Важоня — судового виконавця єпископського суду в Естергомі. Жолдош припускав, що Лодомер був братом батька Гергея Моносло — Саула, сина деякого Міки. Внаслідок філологічних та канонічних міркувань стосовно слова «consanguineorum», ужитого Лодомером, історик Тамаш Керменді стверджував, що Моріц і Гергей були родичами Лодомера по батьківській лінії, а отже сам він належав до роду Важонь, а Міка був його батьком. Історик Петер Кіш вважав, що наприкінці правління Арпадів існували два роди Моносло: перший, заможний і впливовий, походив із Подравської Мославини, а другий, значно бідніший, — із селища Моносло поблизу Важоня та Менчгея. Саме з другого роду, на думку Кіша, походив Лодомер.

## Ранні роки та навчання
Лодомер уперше згадується тогочасними джерелами між 1257 та 1261 роками, коли він виконував роль кантора (співця) у катедральному соборі Веспрема. Окрім читання Святого Письма під час літургій, Лодомер, відповідно до 18 канону Третього Латеранського собору, був відповідальний за навчання священників та бідних учених у соборній школі Веспрема. Крім того, він керував тутешнім місцем аутентикації. З цього науковець XIX століття Вінце Буньїтай зробив висновок, що Лодомер долучився до клерикальної церкви Веспрема. Такі біографічні дані є припущенням, проте відомо, що вже наприкінці 1250-х років Лодомер згадувався як magister, що означає, що на той час Лодомер уже освоїв основні знання канонів церкви. Після 1260 року Лодомер зникає з джерел на наступні три роки. Історикиня Маргіт Беке вважає, що в цей час він вивчав канонічне та римське право в Болонському університеті.

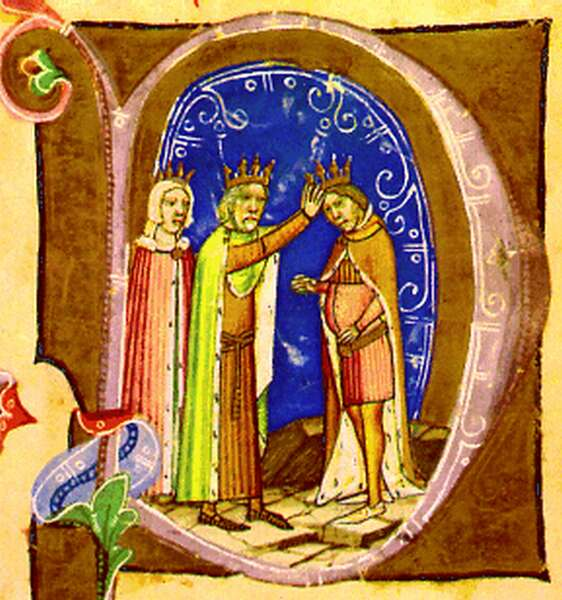
Бела IV коронує свого сина — Стефана V (з Ілюстрованої хроніки)

Тамаш Керменді зазначив, що листи Лодомера (missilis) є свідченням його високої юридичної та філологічної освіченості, того, що він був одним із найосвіченіших угорських прелатів XIII століття, з чого випливає, що він навчався в італійському університеті, проте в якому та коли саме — невідомо. Враховуючи заохочення Римською курією трирічної навчальної відпустки для каноніків, Керменді погоджується з тим, що в 1261—1264 роках Лодомер навчався в університеті в Італії. Посилаючись на дослідження історика літератури Рабана Ґерезді (1941), угорська історіографія ідентифіковувала деякого Лодомера, сина Деніса, учнем Болонського університету згідно з реєстром від 26 жовтня 1268 року із майбутнім архієпископом Лодомером. Проте відповідно до грамоти короля Бели IV Лодомер був призначений єпископом Варадським 9 листопада 1268 року. Незважаючи на це, Керменді погоджується з цим і додає, що таким чином стає більш доведеною версія, що Лодомер належав до роду Атюс, серед якого в XIII столітті були два представники на ім'я Деніс.
Повернувшись із навчання додому, Лодомер у 1264—1266 роках служив віцеканцлером королівського суду молодого короля Стефана V, замінивши на посаді архієпископа Бенедикта, який перейшов на бік Бели IV, батька Стефана, у їхньому конфлікті. Стосунки Стефана із Белою погіршилися на початку 1260-х років. Лодомер завжди залишався вірним Стефанові під час громадянської війни 1260-х років, але виконував роль посередника й примирника, щоб запобігти ескалації конфлікту. Причини лояльності Лодомера до Стефана невідомі. Історик Єне Січ окреслив три соціальні групи за їхніми мотивами підтримати Стефана. Лодомер у цьому сенсі належав до групи молоді, яка боролася проти впливу при королівському дворі старших поколінь значних дворянських родів, до яких належав Бела IV.

## Єпископ Варадський
Лодомер був обраний єпископом Варадським (нині місто Орадя, Румунія) не пізніше 9 листопада 1268 року, оскільки в той день рішення було затверджене папою Климентом IV. Попередник Лодомера на посаді єпископа Варадського, єпископ Зосим, востаннє згадується в джерелах 17 жовтня 1265 року, коли Бела IV підписав його заповіт. Тому, можливо, Лодомер був призначений наступником Зосима ще в 1266 році, коли залишив посаду віцеканцлера королівського суду Стефана V. Варадська дієцезія була заснована у володіннях Стефана під час його обрання. Того ж року Бела IV надав Лодомерові володіння у Геньє за посередницьку роль у конфлікті. Коли Стефан V посів престол Угорщини у 1270 році, він звільнив усіх кріпаків — підданих Варадської дієцезії від податків, а єпископство отримало право вільного користування копальнями. Також король віддав у власність дієцезії землі зниклих дворянських родів. Лодомер на посаді єпископа засновував монастирі, школи, відправляв священників у села дієцезії. Такі заходи були спробою відновлення території дієцезії після монгольської навали майже 30 років тому. Згідно із грамотою, Лодомер скликав зібрання, на якому піддані Варадської дієцезії склали присягу перед релікварієм святого Ласло. Під час короткого правління Стефана V Лодомер був членом королівської ради.

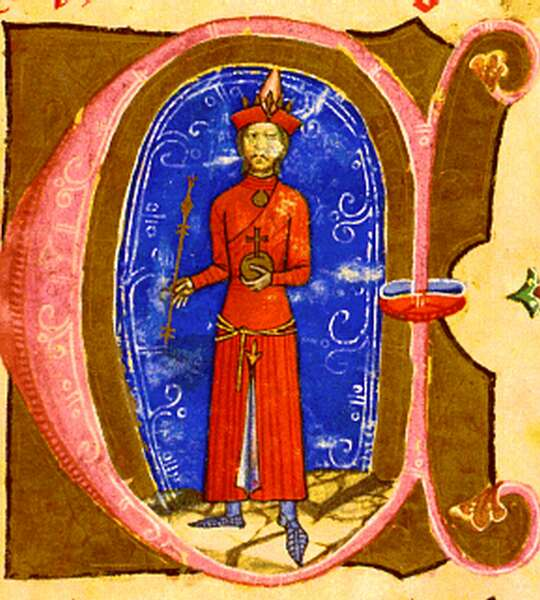
Ласло IV на мініатюрі з Chronicon Pictum. Спочатку Лодомер підтримував його діяльність, проте згодом став його опонентом

Коли Стефан V захворів і помер 6 серпня 1272 року, в Угорщині почався новий етап феодальної анархії: дві групи дворян боролися за владу під час неповноліття Ласла IV, при якому регентом була його матір Єлизавета. Спочатку Лодомер був прихильником молодого короля, який виступав за відновлення сильної королівської влади. Після своєї коронації наприкінці 1272 року Ласло IV перебував у Вараді, де подарував Лодомерові село Шолеш у комітаті Комаром. Єпископ відсторонився від конфліктів з баронськими угрупованнями. Проте Лодомер зі своїм союзником Петером Моносло, що з 1270 року був єпископом Трансильванії, протистояли амбіціям родини Гередьє, яка прагнула встановити незалежне від короля управління в комітаті Бігар, до якого входила більша частина Варадської дієцезії. Таким чином, Лодомер став на бік родини Чак-Моносло. У травні 1277 року Лодомер брав участь у загальних зборах прелатів, баронів та половців в Ракоші (поблизу Пешта), на яких 15-річного Ласла IV було проголошено повнолітнім й уповноважено відновити мир у державі всіма можливими засобами. Наступного місяця король Ласло доручив Лодомерові очолити дипломатичну місію до Відня, метою якої було укласти союз із Рудольфом I Габсбургом проти короля Богемії Оттокара II. Угоду ратифікували 12 липня 1277 року. Після того, як королівська армія захопила замок бунтівливого Міклоша Гередьє в Адор'яні (нині Лівада, Румунія), Ласло IV на початку літа 1278 року скликав «генеральні збори» для чотирьох комітатів уздовж Тиси поблизу Чанада (нині Ченад, Румунія). Лодомер та інші прелати були присутні на зібранні, в ході якого Гередьє було страчено, а рід Гуткелед присягнув на вірність монархові. Лодомер та духовенство підтримували зусилля Ласло IV відновити сильну королівську владу й послабити вплив баронів, проте зібрання в Чанаді спричинило недовготривалу консолідацію.
Вплив Лодомера в Римській курії зріс до кінця 1270-х років. Папа Інокентій V призначив його головою комісії з беатифікації Маргарити, покійної дочки Бели IV. Комітет відновив свою роботу в 1276 році після 4-річної перерви, пов'язаної зі смертю естергомського архієпископа Фюлепа Тір'є. Необхідні дослідження були проведені в 1271—1276 роках, особі Маргарити приписали 74 чуда, більшість із них стосувалися зцілення від хвороб, навіть повернення кількох осіб із «того світу». Серед тих, хто давав свідчення, було 27 людей, над якими творилися чуда. Маргариту беатифікували того ж року, проте спроба канонізації виявилася невдалою, і її реалізували лише за століття.
Архієпископська катедра в Естергомі була вакантною з 1272 року. Після смерті Іштвана Банчі, архієпископа Калочського, в 1278 році Лодомер став найвпливовішим угорським прелатом завдяки своїм політичним та церковним зв'язкам у Римі та високій освіченості. За посаду Естергомського архієпископа боролися представники двох ворогуючих родів — Міклош Кан та Петер Кесеґі. У червні 1278 року папа Миколай III викликав їх до Рима. Папа відмовився призначити архієпископом когось із них і вирішив обрати кандидатуру самостійно відповідно до канонічного права. Тим часом Миколай відправив до Ласла IV єпископа Фермо Філіпа III, щоб допомогти йому відновити силу своєї королівської влади й обрати кандидатуру на посаду архієпископа Естегормського. Папський легат прибув до Угорщини на початку 1279 року. Духовенство, зокрема Лодомер, стали найвпливовішим союзником Філіпа, що означало, що вони відвернулися від Ласло IV в довгостроковій перспективі. За посередництва папського легата 13 червня 1279 року Миколай III призначив Лодомера архієпископом Естергомським. 7 травня 1280 року Римська курія прислала йому паллій — символ влади.

## Архієпископ Естергомський

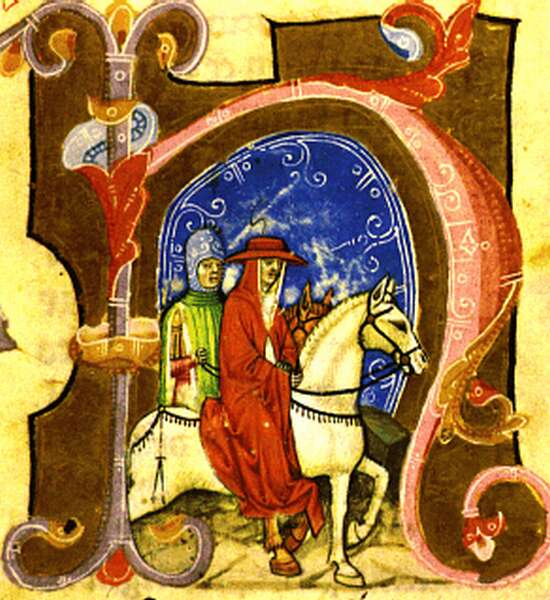
Папський легат Філіп із Фермо прибуває в Угорщину. Малюнок із Chronicon Pictum

### Опонент Ласло IV
Прибуття папського легата поглибило внутрішні протиріччя в Угорщині. Спочатку за посередництва прелата Ласло IV уклав мир із родом Кесеґі. Проте незабаром єпископ Пилип зрозумів, що більшість половців в Угорщині все ще були язичниками. Він домігся від половецьких вождів урочистої обіцянки відмовитися від своїх язичницьких звичаїв і переконав молодого короля Ласло присягнути, що він забезпечить дотримання обіцянки половецьких вождів. На зборах, що відбулися в Тетені, ухвалили закони, які, згідно з вимогою легата, передбачали, що половці повинні залишити свої намети і жити «в будинках, прикріплених до землі». Після цього папський легат скликав синод у Буді, в Церкві Успіння Пресвятої Богородиці, що відбувся 14 вересня 1279 року, на якому були присутні архієпископ Лодомер, його найближчий соратник архієпископ Янош Гонт-Пазмань та інші єпископи. Однак половці не дотримувалися взятих обіцянок, і Ласло, що сам був на половину половцем (його матір була половчанкою), не зміг їх примусити. За це Філіп відлучив Ласло від церкви. Ласло став на бік половців і звернувся до Святого Престолу, проте папа Миколай III відмовився його звільнити. За таких обставин угорському духовенству довелося обирати між монархом та Римською курією. На початку січня 1280 року Ласло наказав половцям ув'язнити єпископа Філіпа, і після цього Лодомер та решта угорських єпископів проголосили «свободу Церкви» й стали ворогами монарха. Незабаром Ласло також був ув'язнений. Менш ніж за два місяці як легат, так і король були звільнені внаслідок переговорів Лодомера, і після цього Ласло склав присягу дотримуватися половецьких обіцянок.
Коли єпископ Філіп покинув Угорщину восени 1281 року, Лодомер спробував заново консолідувати угорський політикум, як це було протягом недовгого часу в 1277—1278 роках. Він запропонував Ласло IV підтримку з боку угорського духовенства й клопотався папі Мартину IV, щоб той послабив деякі обмеження, запроваджені єпископом Філіпом. Лодомер також визнав за королем право патронату над угорськими церковними володіннями й санами. Надія повернути короля до християнської віри посилилася, коли в 1282 році половці напали на південь Угорщини і зазнали поразки від війська короля у битві на озері Год. Згідно з листами папи Мартіна в 1282 і 1283 роках, Лодомер «обережно, мудро і невпинно сприяв» примиренню між монархом і Святим Престолом. У жовтні 1282 року Лодомер і Ласло удвох скликали загальні збори поблизу Сеґеда. Однак зусилля Лодомера зазнали невдачі 1283 року, коли король Ласло зазнав поразки від родини Кесеґі. Як зазначив історик Єне Січ, молодий король прийняв «анахронічну автократичну» систему, опустивши королівську раду, дворянство та церкву. Ласло покинув свою дружину Єлизавету й наприкінці року оселився у половців. В умовах тогочасних настроїв серед угорців, коли в 1285—1286 роках монголи вдруге напали на Угорщину, то Ласла IV звинуватили в підбурюванні монголів до нападу. Насправді ж Ласло найняв на службу монгольських військовополонених для придушення повстання у Спіші у вересні 1285 року.
Лодомер переконав Ласла скликати загальне зібрання на початку літа 1286 року, щоб примиритися з родиною Кесеґі, яка грабувала місцевості Задунав'я. Там король надав родині один рік пільгового періоду. У вересні 1286 року він виключив представників Кесеґі з королівської ради. Знехтувавши суперниками Кесеґі, родиною Аба, Ласло призначив натомість вірних собі солдатів і дрібних дворян. Лодомер повністю покінчив із наміром примирення з королем, коли той ув'язнив свою дружину й передав усю її власність своїй половецькій коханці на ім'я Айдуа. За наказом папи Гонорія IV Лодомер мав оголосити хрестовий похід проти Ласла IV та його половецьких підданих, проте такому плану завадила смерть папи у квітні 1287 році. Коли Ласло покинув Буду й вирушив у похід проти Кесеґі, архієпископ Лодомер звільнив королеву Єлизавету з ув'язнення на острові Маргіт у вересні 1287 року. Після цього королева переїхала до Естергома і заснувала там власний двір під захистом Лодомера та його війська. У листопаді 1287 року архієпископ скликав прелатів, баронів і дворян на збори в Буді і відлучив Ласла від церкви. Також Лодомер доручив Петерові Моносло повернути конфісковані міським магістратом королівські маєтності в Бестерце (нині Бистриця, Румунія). Згідно з досить упередженим повідомленням Лодомера, у відповідь Ласло IV обіцяв «починаючи з архієпископа Естергомського та його суфраганів» знищити «всіх аж до Рима за допомогою татарських мечів». У січні 1288 року барони схопили Ласла в Спіші, хоча скоро його прихильники звільнили його. У березні 1288 року він, подібно до «легендарного Протея», як писав Лодомер у своєму листі, погодився на угоду з ним. Лодомер звільнив Ласло за умови, що король буде жити згідно з християнською мораллю. Однак Ласло порушив свою обіцянку наступного місяця, коли ув'язнив супротивників у Буді. Також він викрав свою сестру Єлизавету, настоятельку домініканського монастиря на острові Маргіт, і видав її силоміць за чеського аристократа Завіша із Фалькенштайна. Як повідомляє Лодомер, Ласло казав: «Якби я мав 15 або більше сестер у скільки завгодно замкнутих громадах, я б вирвав їх звідти, щоб законно чи незаконно одружити їх; щоб через них створити лояльну групу, яка підтримає мене всією силою у виконанні моєї волі».

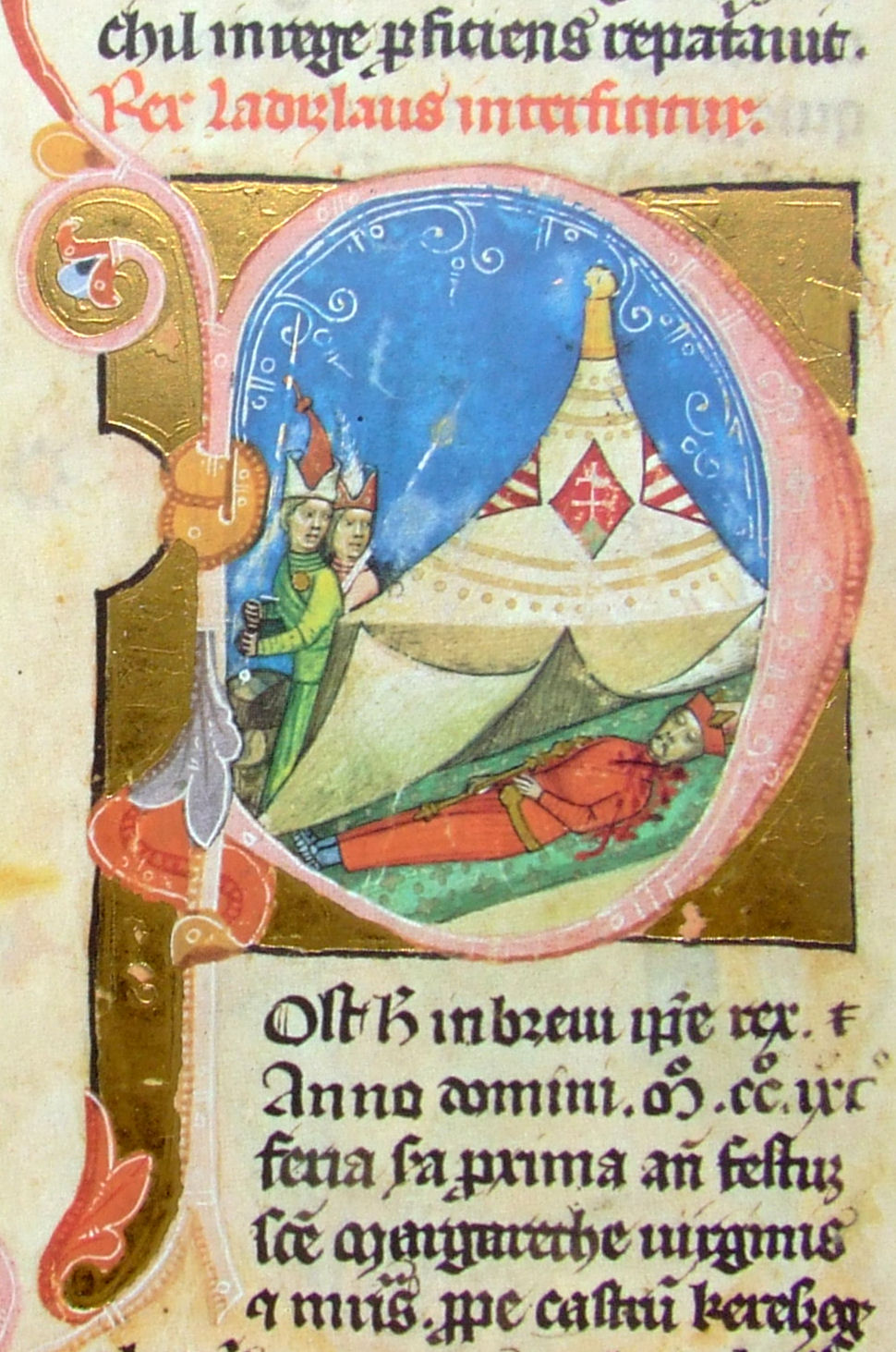
Половецькі кати вбивають Ласло в Керешсеґу (Тоболіу, Румунія) 10 липня 1290 року. Малюнок із «Chronicon Pictum»

8 травня 1288 року Лодомер описав згадані події у своєму листі до папи Миколая IV. Він перераховував порушення короля, скандали та свої скарги щодо хаотичної ситуації в королівстві. Два з його документів 1288 року були виявлені французьким істориком Шарлем-Віктором Ланглуа. У 1908 році він надіслав два листи Яношу Карачоні, який переклав і вперше опублікував їх у 1910 році. Два інші листи було знайдено в колекції П'єтро делла Вінья. Усі вони є основними джерелами для політичної історії Угорщини епохи пізніх Арпадів, окрім їхньої літературної цінності. Історик Корнель Шовак стверджував, що індивідуальний стиль, використання термінології та літературні мотиви доводять, що Лодомер особисто писав листи. Шовак проаналізував, що Лодомер (або його канцлер) використовував свої юридичні та теологічні знання як аргументаційну зброю проти Ладислава. Наприклад, на цитування Ласло IV, який нібито відповів Лодомерові реченням «Для себе я є законом і не терплю, щоб закони таких священиків мене обмежували», Лодомер відповів цитуванням із Біблії, де спосіб життя язичників описується такими ж фразами, що й декреталій Папи Інокентія III, який відокремив «свободу Церкви» від світської влади. За словами архієпископа, Ласло публічно злягався зі своєю улюбленою наложницею Айдуа, яку архієпископ описав як «отруйну гадюку». Лодомер цитував античні твори (розповідь про Протея, поеми Горація, Овідія та «Ab Urbe Condita Libri» Тіта Лівія), на додаток до таких недавніх християнських текстів як «De consideratione» Бернара Клервоського щодо теорії «двох мечів». Історики вважають розповіді Лодомера про події 1280-х років досить сумнівними.
Два архієпископи, Лодомер та Янош Гонт-Пазмань, пішли на компроміс із наймогутнішими баронами, які поділили між собою королівські посади, тоді як Ласло провів останні роки свого життя, переїжджаючи з місця на місце, втративши весь свій вплив і підтримку. Щоб урівноважити нещодавню ідеологічну основу королівського двору, «Gesta Hunnorum et Hungarorum», і підкреслити роль християнського короля, Лодомер доручив невідомому монаху-августинцю написати ритмічну історію про Стефана I Угорського — засновника угорського християнського королівства. Лодомер брав участь у зібраннях у Февені в червні 1289 року, які закінчилися безрезультатно. Після цього архієпископ закликав папу Миколая IV оголосити хрестовий похід проти Ласло та половців. За згодою Лодомера рід Кесеґі запропонували корону далекому родичу короля Андрію Венеційцю, який прибув до Угорщини на початку 1290 року. Однак Андрій був схоплений і здався герцогу Альбрехту. У відповідь Ласло підготував війну із дворянством Задунав'я, однак завжди будучи упередженим до своїх половецьких підданих, був убитий трьома половцями в замку Керешсег (нині Тоболіу в Румунії) 10 липня 1290 року. Імовірно, Лодомер не брав участі в організації вбивства.

### Союзник Андрія III
Після вбивства Ласло Лодомер відправив до Відня двох монахів, щоб повідомити Андрія Венеційнця про його смерть. За допомоги монахів перевдягнений Андрій покинув в'язницю й поспішив до Угорщини. Після прибуття архієпископ Лодомер коронував Андрія III на короля в Секешфегерварі 23 липня 1290 року. Пани та прелати присягнули на вірність Андрієві лише після того, як він видав грамоту, в якій обіцяв відновлення внутрішнього миру та повагу до привілеїв шляхти та духовенства. Автором документа був Лодомер. На початку вересня 1290 року Андрій скликав народні збори в Обуді, де обіцяв зберігати права та привілеї шляхти. Хоча Кесеґі та Лодомер спільно запросили Андрія III на угорський престол, їхня мотивація була іншою: барони мали намір замість непередбачуваного Ласло посадити на трон нового керованого і слабкого правителя, тоді як Лодомер та його суфрагани мали на меті посилити королівську владу, щоб покласти край політичній анархії. Лодомер і Янош Гонт-Пазмань вітали прибулу королеву Фененну у Верхній Угорщині; вона стала першою дружиною Андрія III до кінця 1290 року.

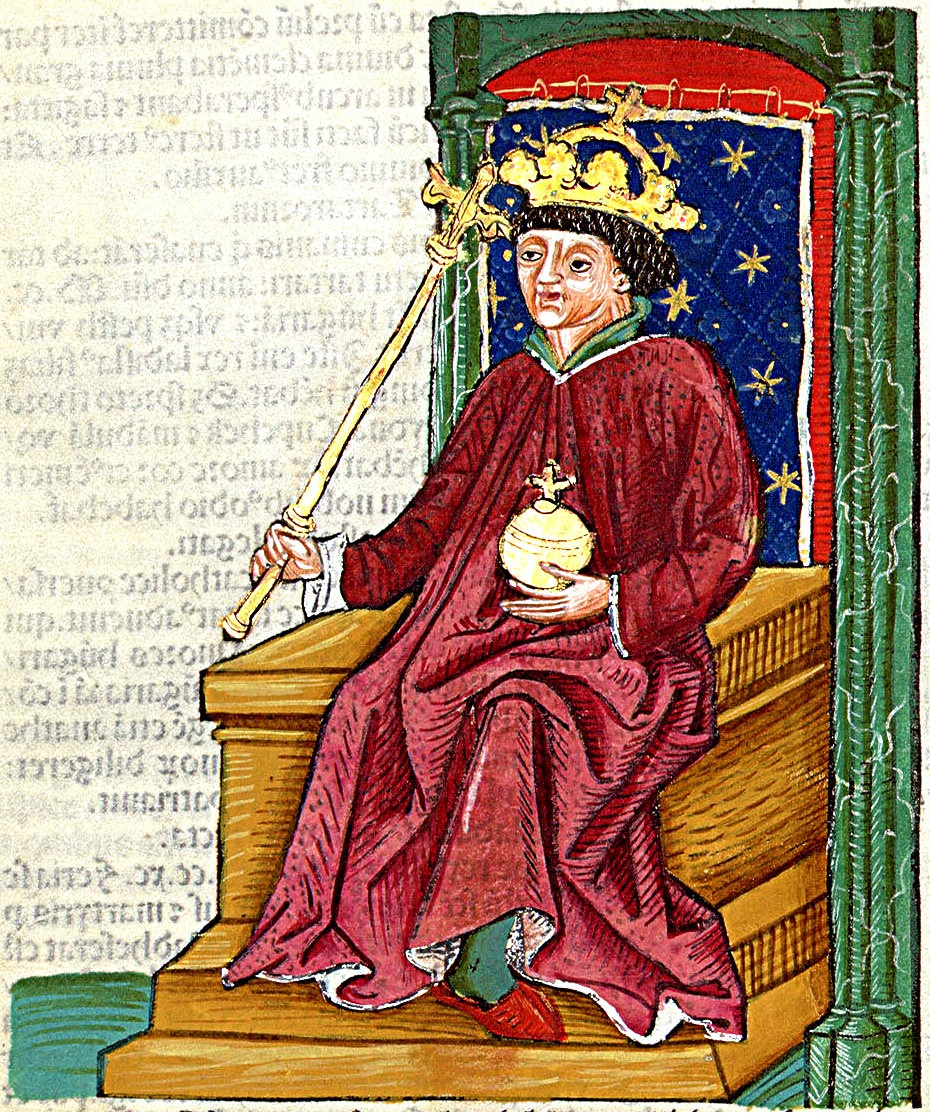
Андрій III на мініатюрі з Chronica Hungarorum

За перебування Лодомера на посаді архієпископа прелати стали найрішучішими прихильниками правління Андрія III, яке було описане істориком Йожефом Герічем як «ера ранніх маєтків королівства в Угорщині». Андрій та Лодомер прагнули до союзу з нижчою знаттю проти наймогутніших баронів, щоб запобігти розпаду єдиної держави. Вони також бажали не допускати Святий Престол та Священну Римську імперію до втручання у внутрішні справи Угорщини. Тридцять чотири статті зібрання в Обуді відображають усі ці зусилля. Лодомер та його суфрагани були королівськими радниками Андрія, на відміну від баронів королівства. Лодомер, який вважався прихильником втручання Римської курії під час правління Ласло IV у 1280-х роках, зіткнувся зі Святим Престолом після коронації Андрія. Лодомер та його прелати стали найсильнішою опорою королівської влади, щоб захистити суверенітет королівства навіть від прагнень папи. 31 січня 1291 року папа Миколай IV надіслав Лодомерові листа, в якому висловив розчарування тим, що архієпископ відмовився від своєї попередньої «доброї звички» постійного листування, яким інформував Святий Престол про внутрішні справи в Угорщині. Папа відзначив, що «ви стали майже іншою людиною, яка, будучи залежною від лінивства, якому можна було б запобігти, не повідомила Святий Престол ні про смерть короля, ні про ситуацію в країні, ні про величезні потрясіння, ні про претендентів на трон».
У 1291 році Андрій III вторгся в Австрію, змусивши герцога Альбрехта I вивести свої гарнізони з міст і фортець, які він захопив кілька років тому. Після цього Лодомер та Янош Гонт-Пазмань вели переговори з посланцями Альбрехта Бернгардом Прамбахським, єпископом Пассау, та Леопольдом, єпископом Зекау, про умови миру. Гайнбурзький мир, який завершив війну, був підписаний 26 серпня, а через три дні Андрій Венецієць та Альбрехт Австрійський підтвердили його на зустрічі в Кепчені (нині Копчани в Словаччині). Як і планував Лодомер, мирний договір передбачав знищення фортець, які Альбрехт Австрійський раніше захопив у Кесеґі. Лодомер та три інші прелати використовували термінологію римського і канонічного права при створенні документа. Текст, ймовірно, описує модель ідеального християнського правителя в очах Лодомера: «[…] для могутніх монархів країн, які не обмежені законом, найбільшою славою є […], якщо вони добровільно підкоряються законам. , і вони приймають правильний надихаючий, благословенний примус згідно з голосом Святого Письма».
Гайнбурзький мир призвів до того, що навесні 1292 року Кесеґі підняли відкрите повстання проти Андрія III, визнавши Карла Мартела королем Угорщини, претензії якого також підтримав Святий Престол. У відповідь Лодомер відлучив Івана Кесеґі від церкви, висловлюючи свою опозицію до Римської курії та її ставлеників — анжуйців. Королівські війська приборкали повстання до липня, але Кесеґі схопили та ув'язнили Андрія під час його подорожі до Славонії в серпні. Король був звільнений протягом чотирьох місяців після того, як його прихильники відправили своїх родичів у заручники до Кесеґі. Незважаючи на діяльність Лодомера, в Угорщині за правління Андрія панувала постійна анархія. Родини Кесеґі, Чак, Борша та інші впливові родини автономно керували своїми володіннями, майже щороку піднімаючи відкрите повстання проти Андрія у другій половині 1290-х років. Андрій III знову оголосив війну братам Кесеґі в серпні 1296 року, і архієпископ Лодомер відлучив їх від церкви. Архієпископ особисто брав участь у військовій кампанії зі своєю бандерією; Андрій і його союзник Альберт не змогли приборкати повстанців.

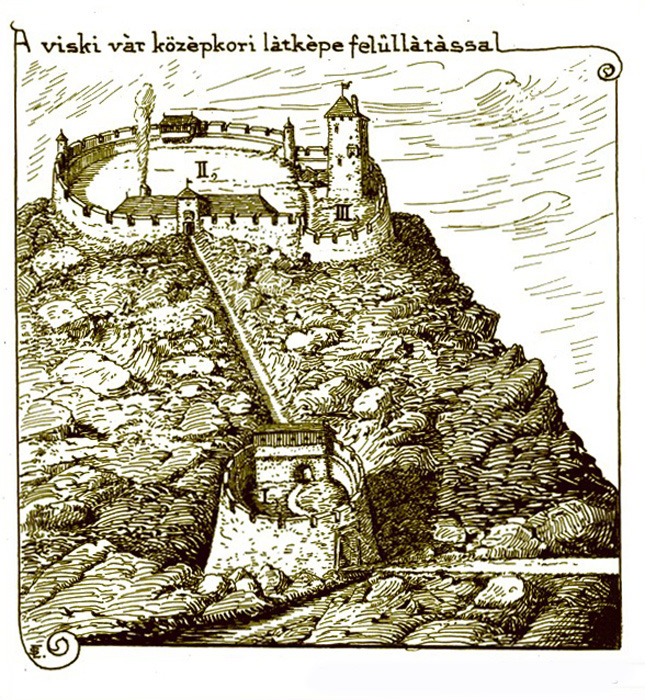
Реконструкція замку в селі Вишково Закарпатської області (нині зруйнований), що належав Лодомерові

В останні місяці свого життя Лодомер проживав у Моносло, тоді Будафелгевіз (сьогодні район у Будапешті). Він провів синод 14 грудня 1297 року. Свій останній лист він надіслав 28 грудня. Як пише середньовічний історик Гергей Дьєндьєші у праці «Vitae fratrum Eremitarum Ordinis Sancti Pauli Primi Eremitae» (1496), Лодомер помер 2 січня 1298 року. Янош Гонт-Пазмань став провідною фігурою в королівській раді. Наступні закони 1298 року, які обмежували феодальні інститути, відображали політичну волю Лодомера, але крихкий баланс між Андрієм III і прелатами було порушено після його смерті, незважаючи на зусилля архієпископа Яноша. З обранням архієпископом Гергея Бічкея, який виступав за наслідування престолу представником Анжуйської династії, єдність між угорським духовенством також була порушена.